# Kampung Delima
Kampung Delima is een bestuurslaag in het regentschap Rejang Lebong van de provincie Bengkulu, Indonesië. Kampung Delima telt 1534 inwoners (volkstelling 2010).